# O Grove
O Grove (Galicisch) of El Grove (vanouds, Castiliaans) is een gemeente in de Spaanse provincie Pontevedra in de regio Galicië met een oppervlakte van 22 km². O Grove telt 10.758 inwoners (1 januari 2016).
O Grove is een schiereiland dat bereikbaar is via de landengte van A Lanzada. Er is maar een toegangsweg.
De hoofdplaats van de gemeente heet San Martín, maar wordt in de praktijk O Grove genoemd. Andere dorpen in de gemeente zijn: San Vicente, Balea, Reboredo, Estonllo, Meloxo, Ardía en de toeristendorpen Pedras Negras en San Vicente do Mar.

## Demografische ontwikkeling
Bron: INE; 1857-2011: volkstellingen

## Naam
De oorspronkelijke naam van het gebied is Ocobre, later veranderd in Ogrove of Ogrobe (in het Spaans is er geen uitspraakverschil tussen b en v). De beginletter O werd ten onrechte opgevat als het Galicische lidwoord en veranderd in het Castiliaanse El, zodat de gemeente in het Spaans El Grove heet. Met de opkomst van de Galicische taal werd dit weer veranderd in O Grove, nog wel -historisch onjuist- als twee woorden.